# زوان کوسانوویچ

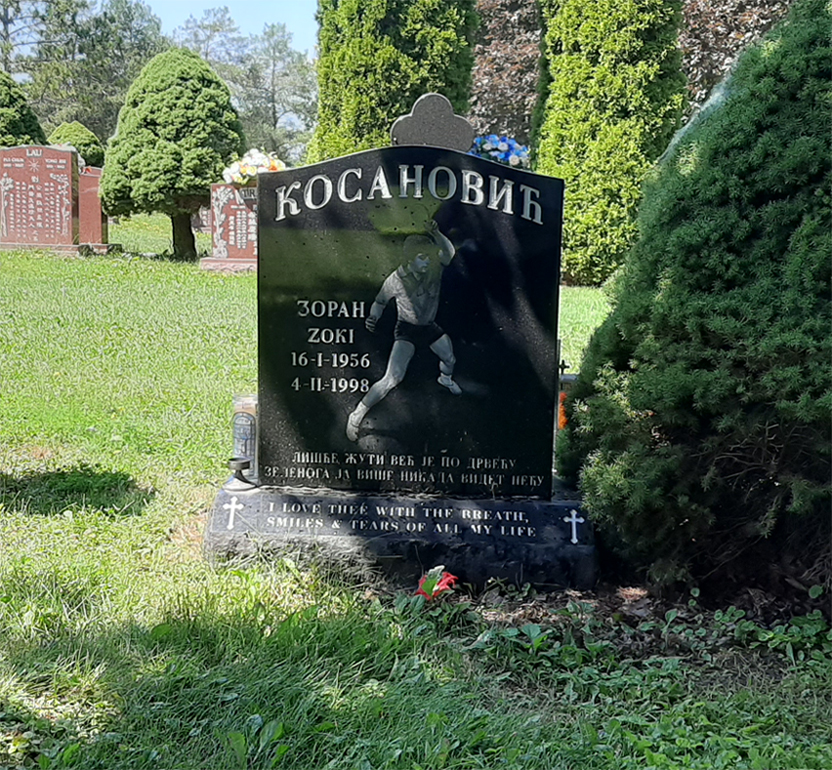
نمایی از سنگ‌مزار زوان کوسانوویچ - ۲۰۲۰

زوان کوسانوویچ (سیریلیک صربی: Зоран Косановић؛ ۱۶ ژانویهٔ ۱۹۵۶ – ۴ فوریهٔ ۱۹۹۸) بازیکن تنیس روی میز اهل کانادا بود.